# Cornelis van Eesteren
Cornelis van Eesteren (Alblasserdam, 4 luglio 1897 – Aldaar, 21 febbraio 1988) è stato un architetto e urbanista olandese.

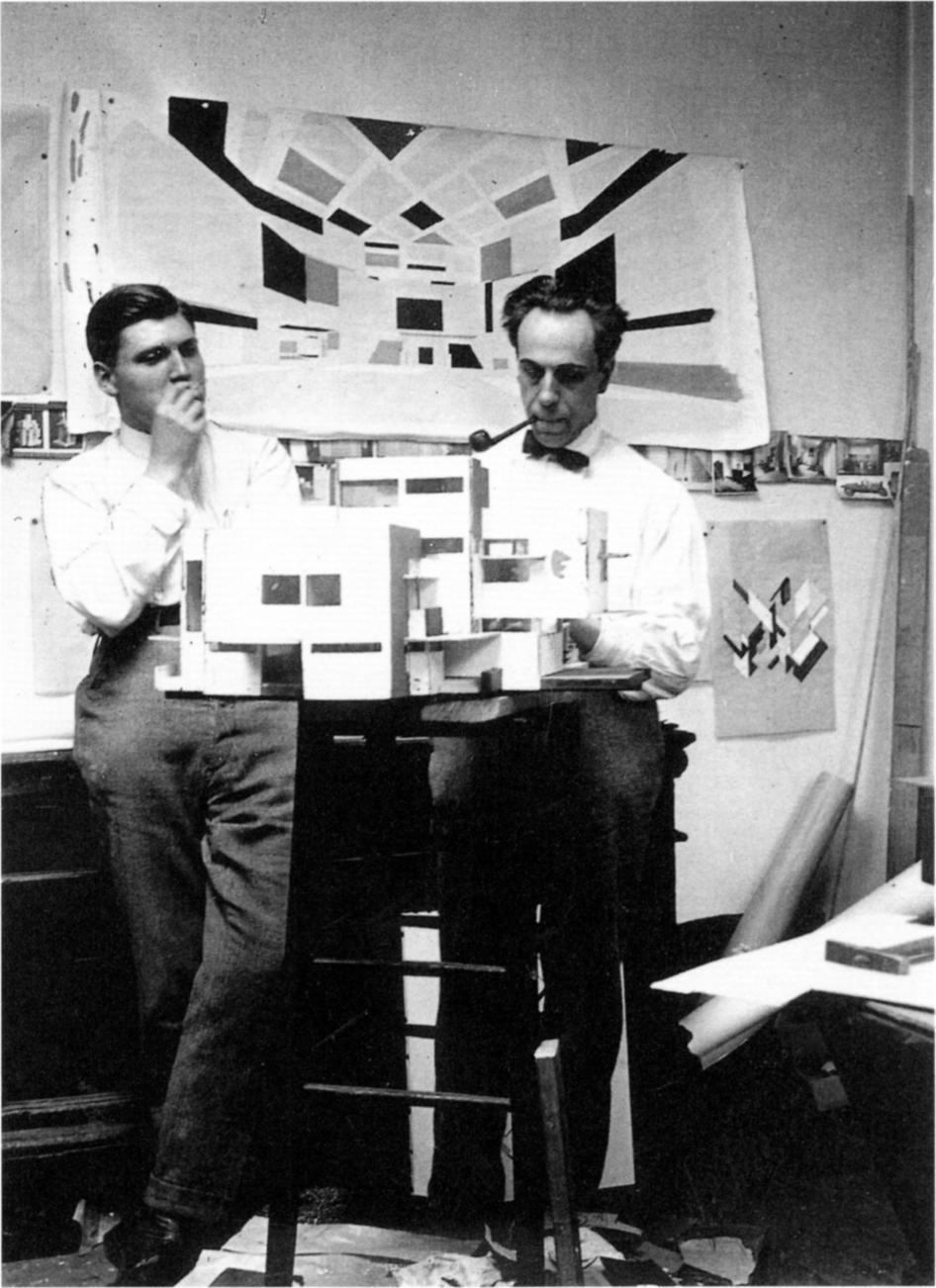
Cornelis van Eesteren e Theo van Doesburg nel loro atelier a Parigi (1923)

Esponente del movimento De Stijl, collaborò con Theo van Doesburg nell'elaborare dei progetti architettonici che fossero l'applicazione dei principi del movimento, fin allora limitato alle arti figurative.
Dopo gli studî a Rotterdam e ad Amsterdam, viaggiò in Europa.
Dal 1921 iniziò a collaborare con van Doesburg, che lo introdusse nel gruppo De Stijl.
I progetti elaborati dai due sotto forma di modellini e presentati nella mostra di  De Stijl a Parigi nel 1923 rappresentarono un vero manifesto influenzando una generazione di architetti non solo olandesi.
Dopo alcuni progetti urbani come quello per area del Rokin di Amsterdam (1924) e dell'Unter den Linden di Berlino (1925) entrò nell'ufficio Urbanistica del Comune di Amsterdam  elaborando poi il piano dell'ampliamento urbano(1931-34).
Presidente dei CIAM (1930-47), svolse un ruolo determinante nel congresso di Atene (1933). 
Nel secondo dopoguerra continuò l'attività progettuale e didattica.